# Laver Cup 2019
Der Laver Cup 2019 war ein Tennisturnier der Herren, das vom 20. bis 22. September 2019 im Palexpo in Genf ausgetragen wurde.
Titelverteidiger war das Team Europa, das die beiden ersten Turniere 2017 und 2018 gewinnen konnte. Durch die Siege von Roger Federer und Alexander Zverev in den letzten beiden Einzeln konnten Team Europa das Turnier zum dritten Mal gewinnen.

## Spielerauswahl
Roger Federer und Rafael Nadal gaben am 13. Dezember 2018 ihre Teilnahme bekannt. Am 14. Juni 2019 kamen Thiem, Zverev und Fognini dazu. Am 3. Juli 2019 gaben Anderson, Isner, Raonic und Shapovalov ihre Zusage; Tsitsipas und Kyrgios gaben sie am 3. Juli 2019. Der Kapitän McEnroe entschied sich dazu noch für Jack Sock und Taylor Fritz. Letzterer ersetzte dabei den verletzten Anderson.

## Teilnehmer
| Team Europa                  | Team Europa |
| ---------------------------- | ----------- |
| Kapitän: Björn Borg          |             |
| Vize-Kapitän: Thomas Enqvist |             |
| Spieler                      | Rang 1      |
| Rafael Nadal                 | 2           |
| Roger Federer                | 3           |
| Dominic Thiem                | 5           |
| Alexander Zverev             | 6           |
| Stefanos Tsitsipas           | 7           |
| Fabio Fognini                | 11          |
| Roberto Bautista Agut        | 10          |

| Team Welt                     | Team Welt |
| ----------------------------- | --------- |
| Kapitän: John McEnroe         |           |
| Vize-Kapitän: Patrick McEnroe |           |
| Spieler                       | Rang 1    |
| Kevin Anderson                | 18        |
| John Isner                    | 20        |
| Milos Raonic                  | 24        |
| Nick Kyrgios                  | 27        |
| Taylor Fritz                  | 30        |
| Denis Shapovalov              | 33        |
| Jack Sock                     | 208       |
| Jordan Thompson               | 53        |

|  | Wahl des Kapitäns |
|  | Rückzug           |
|  | Ersatzspieler     |
|  | Reservespieler    |

## Ergebnisse
| Ergebnisse und Entwicklung der Punkte im Verlauf des Turniers | Ergebnisse und Entwicklung der Punkte im Verlauf des Turniers | Ergebnisse und Entwicklung der Punkte im Verlauf des Turniers | Ergebnisse und Entwicklung der Punkte im Verlauf des Turniers | Ergebnisse und Entwicklung der Punkte im Verlauf des Turniers | Ergebnisse und Entwicklung der Punkte im Verlauf des Turniers | Ergebnisse und Entwicklung der Punkte im Verlauf des Turniers | Ergebnisse und Entwicklung der Punkte im Verlauf des Turniers | Ergebnisse und Entwicklung der Punkte im Verlauf des Turniers | Ergebnisse und Entwicklung der Punkte im Verlauf des Turniers |
| Tag                                                           | Spiel                                                         | Modus                                                         | für Team Europa                                               | für Team Welt                                                 | Resultat                                                      | Punkte Europa                                                 | Punkte Welt                                                   | gesamt Europa                                                 | gesamt Welt                                                   |
| ------------------------------------------------------------- | ------------------------------------------------------------- | ------------------------------------------------------------- | ------------------------------------------------------------- | ------------------------------------------------------------- | ------------------------------------------------------------- | ------------------------------------------------------------- | ------------------------------------------------------------- | ------------------------------------------------------------- | ------------------------------------------------------------- |
| 1                                                             | 1                                                             | Einzel                                                        | Dominic Thiem                                                 | Denis Shapovalov                                              | 6:4, 5:7, [13:11]                                             | 1                                                             | –                                                             | 1                                                             | 0                                                             |
| 1                                                             | 2                                                             | Einzel                                                        | Fabio Fognini                                                 | Jack Sock                                                     | 1:6, 6:73                                                     | –                                                             | 1                                                             | 1                                                             | 1                                                             |
| 1                                                             | 3                                                             | Einzel                                                        | Stefanos Tsitsipas                                            | Taylor Fritz                                                  | 6:2, 1:6, [10:7]                                              | 1                                                             | –                                                             | 2                                                             | 1                                                             |
| 1                                                             | 4                                                             | Doppel                                                        | Roger Federer Alexander Zverev                                | Denis Shapovalov Jack Sock                                    | 6:3, 7:5                                                      | 1                                                             | –                                                             | 3                                                             | 1                                                             |
| 2                                                             | 1                                                             | Einzel                                                        | Alexander Zverev                                              | John Isner                                                    | 7:62, 4:6, [1:10]                                             | –                                                             | 2                                                             | 3                                                             | 3                                                             |
| 2                                                             | 2                                                             | Einzel                                                        | Roger Federer                                                 | Nick Kyrgios                                                  | 6:75, 7:5, [10:7]                                             | 2                                                             | –                                                             | 5                                                             | 3                                                             |
| 2                                                             | 3                                                             | Einzel                                                        | Rafael Nadal                                                  | Milos Raonic                                                  | 6:3, 7:61                                                     | 2                                                             | –                                                             | 7                                                             | 3                                                             |
| 2                                                             | 4                                                             | Doppel                                                        | Rafael Nadal Stefanos Tsitsipas                               | Nick Kyrgios Jack Sock                                        | 4:6, 6:3, [6:10]                                              | –                                                             | 2                                                             | 7                                                             | 5                                                             |
| 3                                                             | 1                                                             | Doppel                                                        | Roger Federer Stefanos Tsitsipas                              | John Isner Jack Sock                                          | 7:5, 4:6, [8:10]                                              | –                                                             | 3                                                             | 7                                                             | 8                                                             |
| 3                                                             | 2                                                             | Einzel                                                        | Dominic Thiem                                                 | Taylor Fritz                                                  | 5:7, 7:63, [5:10]                                             | –                                                             | 3                                                             | 7                                                             | 11                                                            |
| 3                                                             | 3                                                             | Einzel                                                        | Roger Federer                                                 | John Isner                                                    | 6:4, 7:63                                                     | 3                                                             | –                                                             | 10                                                            | 11                                                            |
| 3                                                             | 4                                                             | Einzel                                                        | Alexander Zverev                                              | Milos Raonic                                                  | 6:4, 3:6, [10:4]                                              | 3                                                             | –                                                             | 13                                                            | 11                                                            |